# Borja Baselga
Francisco de Borja Baselga Canthal es un economista español, director gerente de la Fundación Banco Santander (FBS) desde noviembre de 2009.

## Trayectoria
Se licenció en Ciencias Económicas y Empresariales en la universidad especializada en banca y finanzas CUNEF. Posteriormente, realizó estudios de postgrado en el Instituto de Empresa, en la escuela de negocios INSEAD y en la Escuela de negocios Harvard. Ha trabajado en el Grupo Santander ocupando diferentes puestos de responsabilidad en las áreas de Banca Corporativa, Banca de Empresas y Banca de Particulares.
Durante más de 20 años, fue director del área de responsabilidad social corporativa (RSC) del Grupo Santander y ha estado muy vinculado con diferentes iniciativas relacionadas con la mejora social, económica y ambiental por parte de la empresa. En este ámbito, Baselga ha sido presidente de la Asociación Española del Pacto Mundial (ASEPAM) de la Organización de las Naciones Unidas, iniciativa voluntaria de responsabilidad social empresarial en el mundo atendiendo a los Objetivos de Desarrollo Sostenible (ODS) y fundada en 2004. También forma parte del consejo editorial de la Revista de Responsabilidad Social de la Empresa de la Fundación Luis Vives.
Ha participado en diferentes iniciativas sobre RSC como el Comité de Expertos en RSC del Ministerio de Trabajo y Asuntos Sociales, la Comisión de RSC de la Asociación Española de Contabilidad y Administración de Empresas (AECA), el Comité de RSC de la Confederación Española de Organizaciones Empresariales (CEOE) o el Grupo de Consulta sobre la RC de la Fundación de Estudios Financieros. Además, preside desde su creación en 2009, el Consejo Asesor de la Cátedra de Responsabilidad Social Corporativa de la Universidad de Alcalá.
Baselga también ha formado parte de la Iniciativa Financiera del Programa de las Naciones Unidas para el Medio Ambiente (UNEP FI) establecida entre el Programa de las Naciones Unidas para el Medio Ambiente (UNEP) y el sector financiero en 1992. Además, ha sido vicepresidente del Consejo de Administración de la entidad financiera Enlace, especializada en la concesión de microcréditos en El Salvador. 
En noviembre de 2009, fue nombrado director gerente de la Fundación Banco Santander (FBS), en sustitución de Javier Aguado, tras ser ratificado por el Patronato de dicha institución, a propuesta de su Presidente y Consejero del Banco Santander, Antonio Escámez. Entre las acciones que ha desarrollado en su cargo para la FBS, puso en marcha en 2016 la línea de trabajo en acción social con el proyecto Santander Ayuda, por el que se da apoyo económico a pequeñas ONG que trabajen en iniciativas locales. También destaca el proyecto Santander BEST África, una iniciativa de cooperación al desarrollo, puesta en marcha en octubre de 2020, que dará apoyo a proyectos sostenibles liderados por mujeres en África.

## Reconocimientos
En febrero de 2022, Baselga apareció entre los 50 nombres relacionados con el arte más importantes de España según la revista Forbes por su labor como director de la Fundación Banco Santander y como vocal del consejo asesor de la feria internacional de arte contemporáneo Arco, junto con galeristas, empresarios vinculados con el sector, asesores artísticos, mecenas o coleccionistas.